# 熱風 (CHAGE and ASKAのアルバム)
『熱風』（ねっぷう）は、チャゲ&飛鳥（現：CHAGE and ASKA）の2作目のオリジナル・アルバムである。1981年2月25日に発売された。発売元はワーナー・パイオニア（現：ワーナーミュージック・ジャパン）。
1984年、1986年12月15日、1990年7月21日、1999年12月16日、2001年9月19日にはCDとして、2009年8月26日にはSHM-CDとして再発売されている。

## 背景
前作『風舞』からおよそ10ヶ月ぶりに発表された。インストゥルメンタル2曲を含めた全12曲収録（CD盤がキャニオン・レコード（現：ポニーキャニオン）よりが再発売される際に「幻夜」が追加され、全13曲となった）。

## 制作
本作は3枚目のシングル「万里の河」がヒットしていたこともあり、チャゲ&飛鳥として初のオリコンLPチャート1位を記録したアルバムとなった。
作詞家の松井五郎のデビュー作品で、松井がアマチュアだったころ、ヤマハポピュラーソングコンテストのエントリー曲だった「乗り遅れのセブンフォーセブン」を、飛鳥（現：ASKA）が聴いて「こいつはすごいかもしれない」と衝撃を受け、いきなり連れてきたという。忘れられない1曲としてチャゲ（現：Chage）は、収録曲である「嘘」を挙げ、1992年6月号の『月刊カドカワ』のアルバム解説の中で、今でも好きな曲と語っている。
当時まだ大学生だった飛鳥涼は、卒業試験とアルバム制作が重なってしまい、東京と大学のある福岡を往復する日々を過ごしたが、1981年3月無事に卒業することができた。

## リリース
2009年8月26日には、紙ジャケット・シリーズの一環としてSHM-CD仕様でヤマハミュージックコミュニケーションズより再発売された。

## ツアー
このアルバムを引っ提げて、同年3月19日から半年でおよそ60本もの全国コンサートツアー『熱風』を敢行する。周囲から「無謀だ」という声もあったがそれを撥ね退け、ツアーは延べ10万人を超える動員を記録した。デビュー25周年を迎えた2004年8月28日には、このときをモチーフとしたライブ『CHAGE and ASKA 25th Anniversary Special チャゲ&飛鳥 熱風コンサート』を東京お台場の野外特設会場で開催した。

## 収録曲
| #  | タイトル                     | 作詞             | 作曲   | 編曲     | 時間 |
| -- | ---------------------------- | ---------------- | ------ | -------- | ---- |
| 1. | 「熱風」                     | 松井五郎         | 飛鳥涼 | 笛吹利明 | 5:07 |
| 2. | 「水面の静」                 |                  | 飛鳥涼 | 笛吹利明 | 1:02 |
| 3. | 「万里の河」                 | 飛鳥涼           | 飛鳥涼 | 瀬尾一三 | 4:00 |
| 4. | 「この恋おいらのからまわり」 | 飛鳥涼           | 飛鳥涼 | 平野孝幸 | 5:11 |
| 5. | 「花暦」                     | 松井五郎         | チャゲ | 平野孝幸 | 4:33 |
| 6. | 「悲炎」                     | チャゲ、松井五郎 | チャゲ | 瀬尾一三 | 6:18 |

| #   | タイトル           | 作詞     | 作曲   | 編曲     | 時間 |
| --- | ------------------ | -------- | ------ | -------- | ---- |
| 7.  | 「翼」             | 飛鳥涼   | 飛鳥涼 | 平野孝幸 | 3:49 |
| 8.  | 「あばんぎゃるど」 | 飛鳥涼   | 飛鳥涼 | 瀬尾一三 | 4:32 |
| 9.  | 「嘘」             | 松井五郎 | チャゲ | 瀬尾一三 | 4:04 |
| 10. | 「草原の静」       |          | 飛鳥涼 | 瀬尾一三 | 1:38 |
| 11. | 「荒野」           | 飛鳥涼   | 飛鳥涼 | 瀬尾一三 | 4:35 |
| 12. | 「お・や・す・み」 | 飛鳥涼   | 飛鳥涼 | 瀬尾一三 | 4:00 |

| #         | タイトル  | 作詞      | 作曲      | 編曲      | 時間  |
| --------- | --------- | --------- | --------- | --------- | ----- |
| 13.       | 「幻夜」  | チャゲ    | チャゲ    | 平野孝幸  | 3:44  |
| 合計時間: | 合計時間: | 合計時間: | 合計時間: | 合計時間: | 52:35 |

## 楽曲解説
1. 熱風
アルバムのタイトル曲。波のSEで次曲と繋がっている。
デビュー25周年となった2004年に再びコンサートで演奏された。また、同年に発売されたシングル「僕はMusic」のカップリングにリテイクした楽曲が収録されている。2018年には、ASKAソロコンサートツアー『billboard classics ASKA PREMIUM SYMPHONIC CONCERT 2018 -THE PRIDE-』で、ASKA活動自粛後約5年7か月ぶりのステージで、1曲目に披露された。
2. 水面の静
インストゥルメンタル。
3. 万里の河
1980年9月25日に発売されたシングル曲。表記はないがシングルとはアレンジが異なるアルバムヴァージョン。
後のドキュメンタリー映画『真紅の動輪』では原曲をアレンジしたインストゥルメンタル版を挿入曲として使用される。
4. この恋おいらのからまわり
台湾の歌手チー・チン（齊秦）が、「原来的我」というタイトルでカバーしている。
5. 花暦
2008年に発売されたCHAGEのシングル「waltz」のカップリングにライブ・バージョンが収録されている。
6. 悲炎
7. 翼
8. あばんぎゃるど
後のドキュメンタリー映画『真紅の動輪』の挿入曲として使用される。
9. 嘘
1989年に発売されたアルバム『PRIDE』にリメイク作品が収録されている。
1996年に発売されたトリビュート・アルバム『one voice THE SONGS OF CHAGE&ASKA』では、マリアンヌ・フェイスフル（Marianne Faithfull）が「Lies」というタイトルでカバーしている。
2009年に発売されたChageのアルバム『Many Happy Returns』では、手嶌葵が参加したバージョンでセルフカバーしている。
10. 草原の静
インストゥルメンタル。
11. 荒野
12. お・や・す・み
2010年にASKAがアルバム『12』でセルフカバーしている。
13. 幻夜
1980年9月25日に発売されたシングル「万里の河」B面曲。CD盤が再発売される際にボーナス・トラックとして収録された。

## 参加ミュージシャン
火魔神
- Drums：サンダー今泉
- Bass：チビ太後藤
- E.Guitar：タンポポ大平
- Piano：TAKO平野
- Keyboards：カリギュラ松井
- A.Guitar：チャゲ&飛鳥

FRIENDS
- Drums：島村英二
- E.Bass：久末隆二、藤岡敏則、岡沢茂
- E.Guitar：矢島賢
- Keyboards：田代マキ、瀬尾一三
- A.Guitar：笛吹利明、鳴海寛
- Strings：トマトグループ、JOEグループ